# حلقات زحل

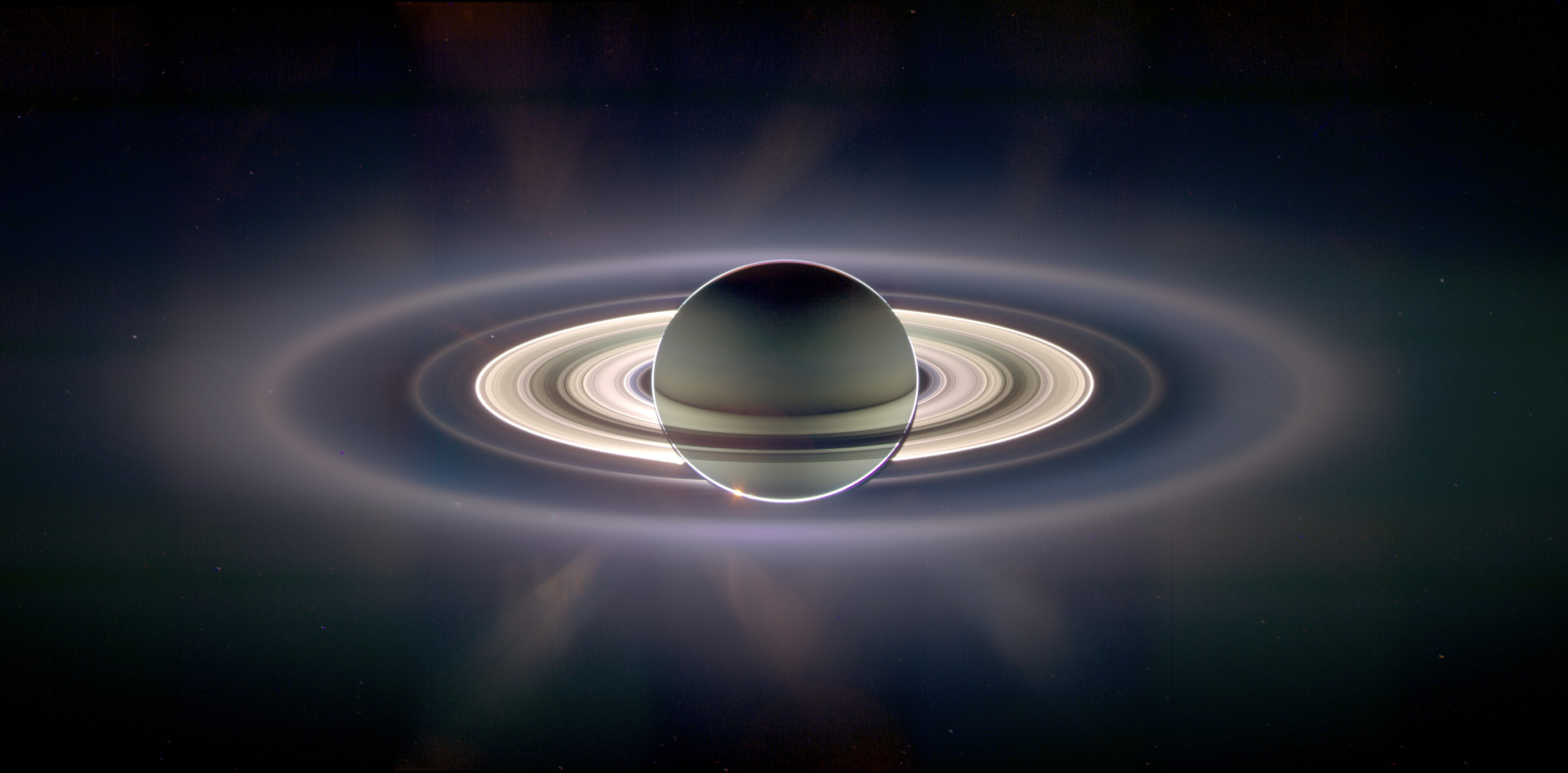
طغت على المجموعة الكاملة من حلقات رئيسية، كما التقط زحل والشمس من الفضل من المركبة الفضائية كاسيني في 15 سبتمبر 2006 (مبالغ فيه السطوع). في «النقطة الزرقاء الشاحبة» في موقف الساعة 10، خارج الحلقات الرئيسية وفقط داخل الحلبة زاي، هو الأرض.

حلقات زحل (بالإنجليزية: Rings of Saturn)‏ هو أكثر نظم الحلقات الكوكبية امتدادًا من أي كوكب آخر في النظام الشمسي. وهي تتألف من عدد لا يحصى من الجسيمات الصغيرة، والتي تتراوح أحجامها بين ميكرومتر ومتر، التي تدور حول مدار زحل. جزيئات الحلقات تتكون بشكل كامل تقريبًا من جليد الماء، مع عناصر تسبح بشكل متتابع مكونة من مواد صخرية. لا يوجد توافق في الآراء حتى الآن على آلية تكونها، وبعض المعالم في الحلقات تشير إلى أنها نشأتها حديثة نسبيًا، ولكن النماذج النظرية تشير إلى أنه من المرجح أنها تكونت في وقت مبكر من تاريخ النظام الشمسي.
على الرغم من أن انعكاس ضوء الشمس من الحلقات يزيد من سطوع زحل، إلا أنها لا تكون مرئية من الأرض من دون مساعدة بصرية. في عام 1610 وبعد سنة من توجيه جاليليو جاليلي تلسكوپ نحو السماء، أصبح أول شخص يرصد حلقات زحل، على الرغم من أنه لم يتمكن من رؤيتها جيدًا بما يكفي لتمييز طبيعتها الحقيقية. وفي 1655 كان كريستيان هويجنز أول شخص يصفها كقُرص يحيط بزحل. وعلى الرغم من أن الكثير من الناس يعتقدون أن حلقات زحل مُكوَّنة من سلسلة من الحلقات الصغيرة (وهو مفهوم يعود إلى لاپليس)، إلا أن الفجوات الحقيقية قليلة. ومن الأصح أن نفكر في الحلقات كقرص حلقي له مركزية محلية لها حدود عليا وحدود دنيا في الكثافة والسطوع.
يُوجد في الحلقات عددٌ كبيرٌ من الفجوات حيث تنخفض كثافة الجزيئات بشدّة: اثنان من هذه الفجوات بسبب أقمار زحل المعروفة الموجودة ضمن الحلقات، وفجوات أخرى عديدة في مواقع الرنين المداري غير المستقرة مع أقمار زحل. ويبقى العديد من الفجوات غير معروفة. من جهة أخرى، يُعتبر الرنين المداري المستقر هو السبب في العمر الطويل لبعض  حلقات زحل، مثل حلقة تيتان والحلقة جي.
توجد حلقة القمر فيبي وراء الحلقات الرئيسية، والتي من المفترض أنّ نشأتها تعود للقمر فيبي ولذلك نجد حركتها المدارية تراجعية عكسية على غرار قمرها. وهي تقع في مستوي مدار زحل. يبلغ ميل زحل المحوري 27 درجة، لذلك تميل هذه الحلقة بزاوية 27 درجة بالنسبة لأكثر حلقات زحل المرئية التي تدور فوق خط استواء زحل.

## تاريخه

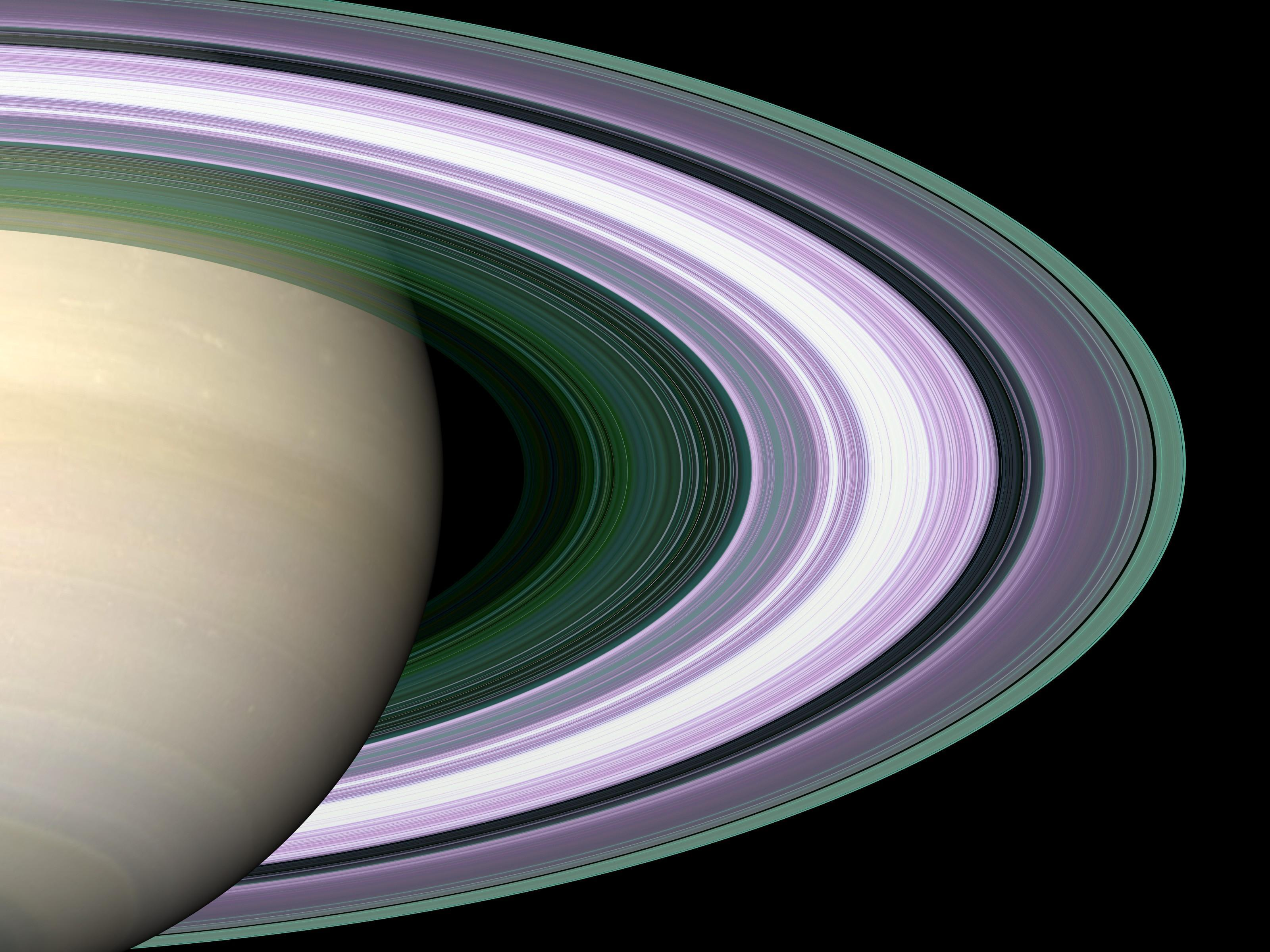
صورة محاكاة باستخدام الألوان لتقديم المعلومات المستمدة من الغيبة الراديو على أحجام الجسيمات الحلبة.

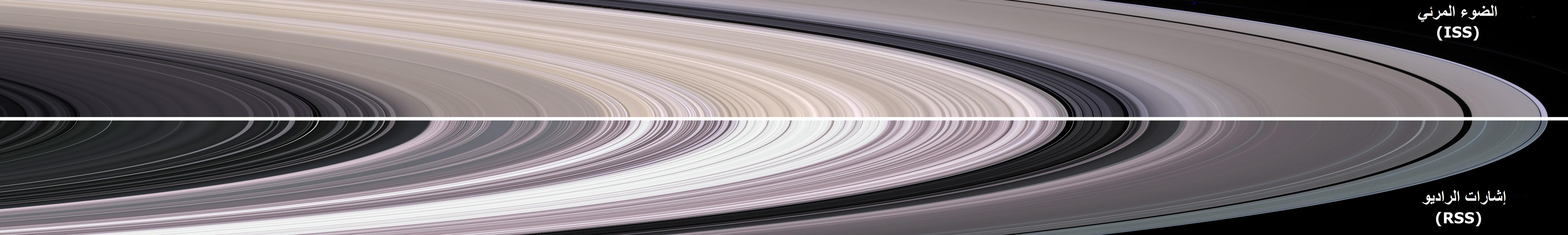
حلقات زحل في الضوء المرئي وإشارات الراديو

كان غاليليو غاليلي أوّل من رصد حلقات زحل في عام 1610 مستخدماً تلسكوبه، لكنه لم يستطع تمييزها على النحو الذي نعرفها عليه الآن. وكتب لدوق توسكانا الأكبر: «كوكب زحل ليس لوحده، بل إنه يتكون من ثلاثة أجزاء تلامس بعضها البعض تقريباً ولا تتحرك أو تغير وضعيتها بالنسبة لبعضها. إنها مرتبة في خط يوازي دائرة البروج، والقسم في المنتصف (زحل بحد ذاته) أكبر بثلاث مرات من الأقسام الأخرى». ووصف الحلقات بـ «أُذني» زحل. وفي عام 1612 عبرت الأرض في مستوي حلقات زحل وأصبحت غير مرئية. لاحظ غاليليو الحائر من أمره وعبّر بقوله «لا أعرف ما أقول في حالة مفاجِئة غير متوقعة وغير مألوفة كهذه»، وتساءل «هل ابتلع زحل أطفاله؟». مشيراً إلى أسطورة التهام قمر زحل تيتان لأولاده لإحباط نبوءتهم في الإطاحة به. ولقد زائد ارتباكه عند ظهور الحلقات من جديد في عام 1613 .
استخدم علماء الفلك القدماء الجناس من أجل تشكيل صيغة الالتزام (تشفير بسيط) لتقديم اكتشافاتهم الجديدة قبل أن تصبح نتائجهم جاهزة للنشر. استخدم غاليليو هذه الجملة عند اكتشاف حلقات زحل (smaismrmilmepoetaleumibunenugttauiras for Altissimum planetam tergeminum observavi) والتي تعني: «لقد اكتشفت الكوكب الأبعد وهو مؤلف من ثلاثة أجزاء».

### نظرية الحلقة، الأرصاد، والاكتشافات
في عام 1657 أصبح كريستوفر رن بروفيسور في علم الفلك في كلية غريشام في لندن. قام بمجموعة من الأرصاد لكوكب زحل حوالي عام 1652 بهدف تفسير ظهوره. كُتبت فرضياته بعنوان «دي كوربري ساتورني» وفيها اقترب من جداً من اقتراح امتلاك كوكب زحل لحلقة. لكنه لم يكن متأكداً فيما إذا كانت الحلقة مستقلة عن الكوكب أو أنهاً مرتبطة به فعلاً. وقبل أن تُنشر فرضية رن قدّم كريستيان هوغنس فرضيته عن حلقات زحل. أدرك رن على الفور أنّ فرضية هوغنس أفضل من فرضيته ولم تُنشر «دي كوربري ساتورني» أبداً.
كانت نظرية كريستيان هوغنس أوّل من أشارت إلى أنّ زحل محاط بحلقة مستقلة عنه. وباستخدام تلسكوب كاسر للأشعة صنعه بنفسه بقوة تساوي 50x، وهو أفضل بكثير مما كان متوفراً لدى غاليليو، رصد هوغنس زحل في عام 1656، وكما فعل غاليليو، فقد نشر جناساً يقول «aaaaaaacccccdeeeeeghiiiiiiillllmmnnnnnnnnnooooppqrrstttttuuuuu»
وبعد تأكيد أرصاده، كشف عن معناها بعد ثلاثة سنوات وهي تعني «إنّ زحل مُحاط بحلقة رقيقة مسطحة غير ملامسة له وهي مائلة بالنسبة لدائرة البروج. رصد روبرت هوك أيضاً حلقات زحل في وقت مبكر، وقد لاحظ وجود الظلال على الحلقات.
في عام 1675، وجد جيوفاني دومينيكو كاسيني أنّ حلقة زحل مكونة من حلقات متعددة أصغر مع وجود فجوات فيما بينها. سُميّت الفجوة الأكبر لاحقاً بقسم كاسيني. يبلغ عرض هذا القسم 4800 كيلو متر بين الحلقتين إي وبي. أثبت بيير سيمون لابلاس في عام 1787 أنّ حلقة صلبة متحدة لن تكون في حالة مستقرة واقترح أنّ الحلقات مكونة من عدد كبير من الجدائل (حلقات رقيقة) الصلبة.
في عام 1859، بيّن جيمس كلارك ماكسويل أنّ حلقة صلبة غير متحدة، أو جدائل صلبة، أو حلقة سائلة مستمرة كلها لن تكون مستقرة، مشيراً إلى أنّ الحلقة يجب أن تكون مكونة من جزيئات متعددة صغيرة تدور جميعها بشكل مستقل حول زحل. لاحقاً، وجدت صوفيا كوفاليفسكايا أيضاً أنّ حلقات زحل لا يمكن أن تكون أجسام سائلة على شكل حلقات. أُجرى جيمس كيلر في عام 1895 باستخدام مرصد أليغني وأريستارخ بيلوبولسكي باستخدام مرصد بولكوفو الدراسات الطيفية للحلقات. والتي بينت أنّ تحليل ماكسويل صحيح.
رصدت أربع مركبات فضائية روبوتية الحلقات أثناء وجود هذه المركبات بالقرب من زحل.  قامت بيونير11 باقترابها الأكبر من زحل في سبتمبر عام 1979 على مسافة 20900 كيلومتر منه. وهي من اكتشفت الحلقة إف. قامت فوياجر1 باقترابها الأكبر من زحل في نوفمبر عام 1980 على مسافة 64200 كيلومتر. منع تعطّل مقياس قطبية الضوء المركبة فوياجر1 من رصد حلقات زحل كما كان مخططًا له، ومع ذلك، قدّمت الصور من المركبة الفضائية تفاصيل جديدة لنظام الحلقات وكشفت عن وجود الحلقة جي. قامت المركبة فوياجر2 باقترابها الأكبر من الكوكب في أغسطس عام 1981 على مسافة 41000 كيلومتر. سمح مقياس قطبية الضوء في فوياجر2 لها أن ترصد نظام الحلقات بشكل أكثر دقة من فوياجر1. ونتيجةً لذلك اكتشاف العديد من الجدائل غير المرئية سابقاً. دخلت المركبة كاسيني في مدار حول زحل في يوليو عام 2004. تعد صور كاسيني لحلقات زحل الأكثر تفصيلاً حتى الآن، وبواسطتها اكتُشفت العديد من الجدائل.
سُمّيت الحلقات حسب الترتيب الأبجدي وبالترتيب الذي اكتُشفت به. الحلقات الرئيسية هي: سي وبي وإيه وهي في الجزء الخارجي بالنسبة للكوكب، ويفصل قسم كاسيني بين الحلقتين إيه وبي ويعد هذا القسم أكبر الفجوات. واكتُشفت عدة حلقات أقل خفوتاً مؤخراً. الحلقة دي هي حلقة خافتة جداً وهي الأقرب إلى الكوكب. تقع الحلقة إف الضيقة بعد الحلقة إيه باتجاه الخارج. وخلف كل هذا تقع الحلقتان الأكثر خفوتاَ جي وإي البعيدتان. تُظهر الحلقات كمية كبيرة من الترتيب بكل المقاييس، وبعضها مُرتبط باضطرابات أقمار زحل، ولكن ليس مُفسر بشكل كبير.

## الخصائص الفيزيائية
تمتد الحلقات الرئيسة الكثيفة من 7000 كيلومتر (4300 ميل) حتى 80000 كيلومتر (50000 ميل) عن خط استواء زحل، والذي يبلغ نصف قطره 60300 كيلومتر (37500 ميل). تبلغ أقل سماكة مقدرة عشر أمتار وأكبر سماكة تصل حتى كيلومتر، تتكون الحلقات من جليد الماء النقي بنسبة 99% مع القليل من الشوائب التي تتضمن الثولين أو السيليكات. تتكون الحلقات الرئيسية بشكل أساسي من جزيئات يتراوح حجهما من  1 سنتيمتر حتى 10 متر.
قاست كاسيني كتلة نظام الحلقات بشكل مباشر بواسطة تأثيرها التثاقلي خلال مجموعة مداراتها الأخيرة التي مرّت بين الحلقات والقمم السحابية، والذي نتج عنه القيمة 1.54 (±0.94)x1019 كيلو غرام، أو 0.41±0.13 من كتلة قمر زحل ميماس. تساوي هذه الكتلة نصف كتلة جرف أنتاركتيكا الجليدي الموجود على كوكب الأرض، وينتشر نظام الحلقات في مساحة تساوي 80 ضعف من مساحة انتشار الجرف الجليدي على كوكب الأرض. وحسب أرصاد كاسيني لموجات الكثافة في الحلقات إيه وبي وسي يُقدر تقريباً ب0.4 من كتلة ميماس. وهو جزء صغير من الكتلة الكلية لزحل (حوالي 0.25 جزء من المليار). نتج عن أرصاد فوياجر الأولى لموجات الكثافة في الحلقات إيه وبي ومخطط العمق الضوئي كتلة تقدر بحوالي 0.75 من كتلة ميماس، وأشارت الأرصاد اللاحقة والنمذجة الحاسوبية أنّ هذا تقدير مبالغ به.